# Ernst Pitz
Ernst Pitz (* 3. März 1928 in Hamburg; † 3. Januar 2009) war ein deutscher Mediävist.

## Leben

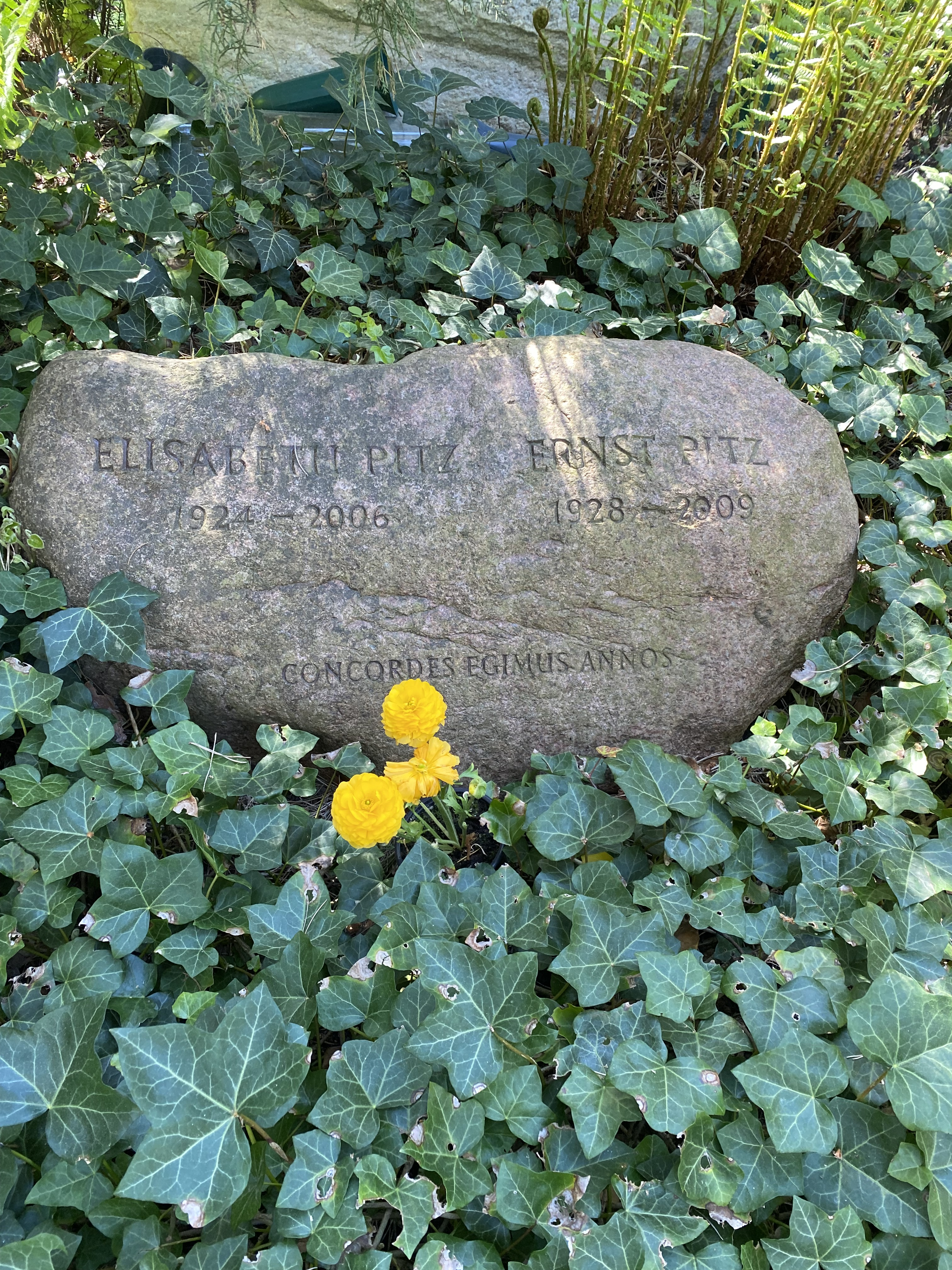
Grabstätte auf dem Waldfriedhof Dahlem

Ernst Pitz studierte an der Universität Hamburg Geschichte, Alte Sprachen und Literaturwissenschaften. Sein wichtigster akademischer Lehrer war Hermann Aubin. Pitz wurde 1953 am Historischen Seminar in Hamburg bei Aubin und Paul Johansen über die schriftliche Verwaltung der Reichsstadt Lübeck promoviert. 1956 legte er in Marburg die Prüfung für den höheren Archivdienst ab und trat anschließend in den Archivdienst an den Staatsarchiven in Wolfenbüttel und Hannover ein. 1967 wurde er nach seiner Habilitation Privatdozent und 1968 an das Deutsche Historische Institut in Rom abgeordnet, wo er für das Repertorium Germanicum den Band über Papst Calixt III. erarbeitete, der 1989 veröffentlicht wurde. 1972 wurde Pitz gleichzeitig mit dem Althistoriker Werner Dahlheim an die Technische Universität Berlin berufen, wodurch aus dem bis dahin allein bestehenden Lehrstuhl für Neuere Geschichte ein alle Epochen umfassendes Geschichtsinstitut wurde. Pitz selbst übernahm die Professur für mittelalterliche Geschichte. 1996 wurde er emeritiert.
Zu seinen Forschungsschwerpunkten gehörten Stadtgeschichte des Spätmittelalters und die Geschichte der Hanse, daneben Diplomatik und mittelalterliche Rechts- und Verfassungsgeschichte. Seit 1975 gehörte er dem Vorstand des Hansischen Geschichtsvereins an.
Seine letzte Ruhestätte fand Ernst Pitz auf dem Berliner Waldfriedhof Dahlem (Feld 008-235).

## Schriften (Auswahl)
- Schrift- und Aktenwesen der städtischen Verwaltung im Spätmittelalter. Köln – Nürnberg – Lübeck. Beitrag zur vergleichenden Städteforschung und zur spätmittelalterlichen Aktenkunde (= Mitteilungen aus dem Stadtarchiv von Köln. Bd. 45, ZDB-ID 206141-7). Verlag von Paul Neubner, Köln 1959.
- Die Zolltarife der Stadt Hamburg (= Deutsche Handelsakten des Mittelalters und der Neuzeit, Bd. 9 = Deutsche Zolltarife des Mittelalters und der Neuzeit. Bd. 2). Franz Steiner Verlag, Wiesbaden 1961.
- mit Peter Baumgart: Die Statuten der Universität Helmstedt (= Veröffentlichungen der Niedersächsischen Archivverwaltung. Bd. 15). Vandenhoeck & Ruprecht, Göttingen 1963.
- Landeskulturtechnik, Markscheide- und Vermessungswesen im Herzogtum Braunschweig bis zum Ende des 18. Jahrhunderts (= Veröffentlichungen der Niedersächsischen Archivverwaltung. Bd. 23). Vandenhoeck & Ruprecht, Göttingen 1967.
- Ein niederdeutscher Kammergerichtsprozeß von 1525. Beitrag zum Problem der rechtsgeschichtlichen und wirtschaftsgeschichtlichen Auswertung der Reichskammergerichtsakten (= Veröffentlichungen der Niedersächsischen Archivverwaltung. Bd. 28). Vandenhoeck & Ruprecht, Göttingen 1969.
- Supplikensignatur und Briefexpedition an der römischen Kurie im Pontifikat Papst Calixts III. (= Bibliothek des Deutschen Historischen Instituts in Rom. Bd. 42). Niemeyer, Tübingen 1972, ISBN 3-484-80062-3.
- Wirtschafts- und Sozialgeschichte Deutschlands im Mittelalter (= Wissenschaftliche Paperbacks. Sozial- und Wirtschaftsgeschichte. Bd. 15). Steiner, Wiesbaden 1979, ISBN 3-515-03058-1.
- Europa im Früh- und Hochmittelalter (= Studienbuch Geschichte. Bd. 3). Klett-Cotta, Stuttgart 1982, ISBN 3-12-915630-5.
- Der Untergang des Mittelalters. Die Erfassung der geschichtlichen Grundlagen Europas in der politisch-historischen Literatur des 16. bis 18. Jahrhunderts (= Historische Forschungen. Bd. 35). Duncker & Humblot, Berlin 1987, ISBN 3-428-06303-1.
- Repertorium Germanicum. Verzeichnis der in den päpstlichen Registern und Kameralakten vorkommenden Personen, Kirchen und Orte des Deutschen Reiches, seiner Diözesen und Territorien vom Beginn des Schismas bis zur Reformation. Bd. 7: Calixt III. 1455–1458. 2 Teile. Niemeyer, Tübingen 1989, ISBN 3-484-80135-2.
- Papstreskripte im frühen Mittelalter. Diplomatische und rechtsgeschichtliche Studien zum Brief-Corpus Gregors des Großen (= Beiträge zur Geschichte und Quellenkunde des Mittelalters. Bd. 14). Thorbecke, Sigmaringen 1990, ISBN 3-7995-5714-8.
- Leben im Mittelalter. Ein Lesebuch. = Lust an der Geschichte. Leben im Mittelalter (= Serie Piper. Bd. 1166). Piper, München u. a. 1990, ISBN 3-492-11166-1.
- Bürgereinung und Städteeinung. Studien zur Verfassungsgeschichte der Hansestädte und der deutschen Hanse (= Quellen und Darstellungen zur hansischen Geschichte, Neue Folge. Bd. 52). Böhlau, Köln u. a. 2001, ISBN 3-412-11500-2.
- Die griechisch-römische Ökumene und die drei Kulturen des Mittelalters. Geschichte des mediterranen Weltteils zwischen Atlantik und Indischem Ozean 270–812 (= Europa im Mittelalter. Bd. 3). Akademie-Verlag, Berlin 2001, ISBN 3-05-003564-1.
- Verfassungslehre und Einführung in die deutsche Verfassungsgeschichte des Mittelalters (= Schriften zur Verfassungsgeschichte. Bd. 75). Duncker & Humblot, Berlin 2006, ISBN 3-428-11985-1.